# マレーシアの世界遺産

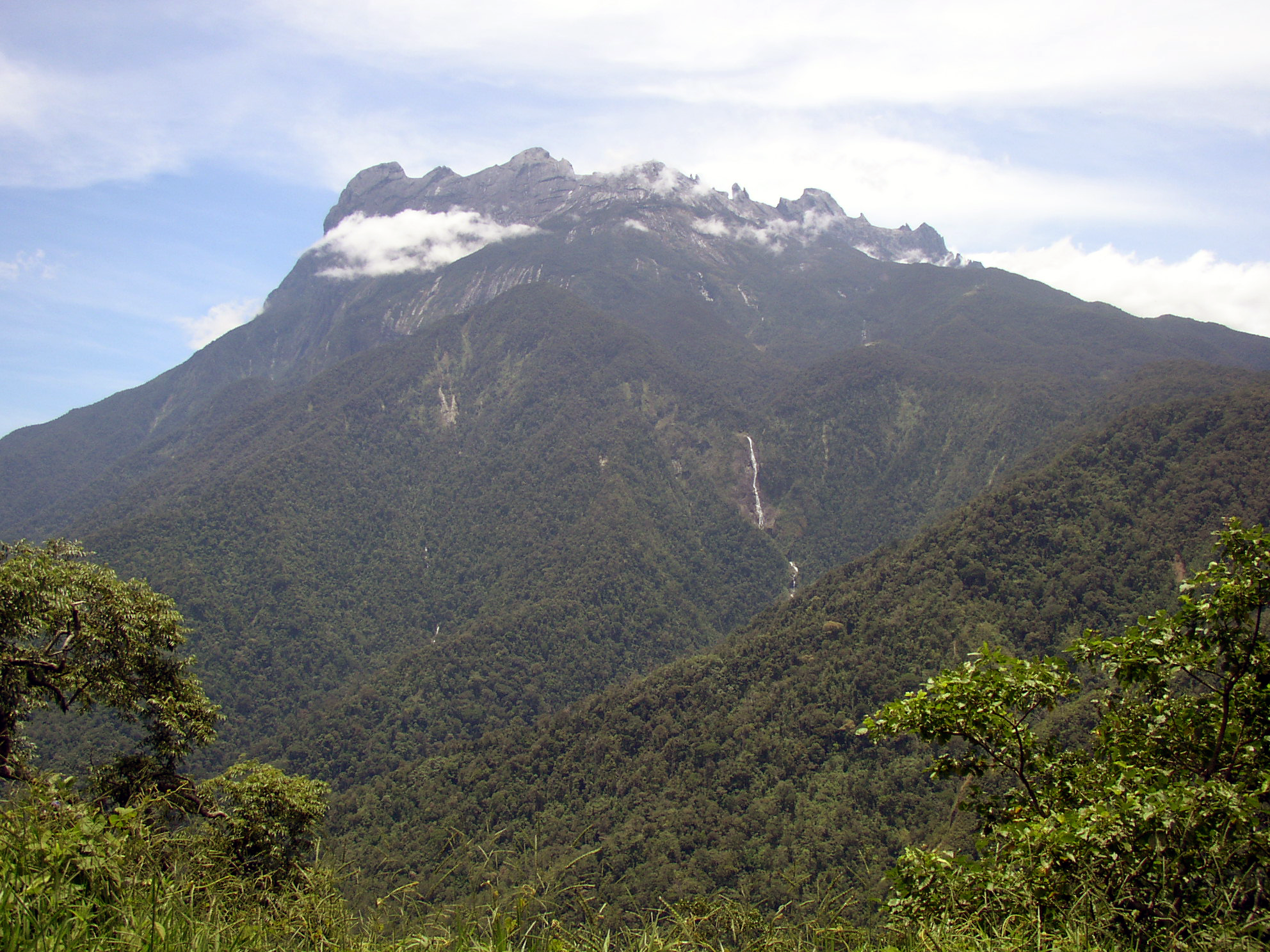
キナバル自然公園

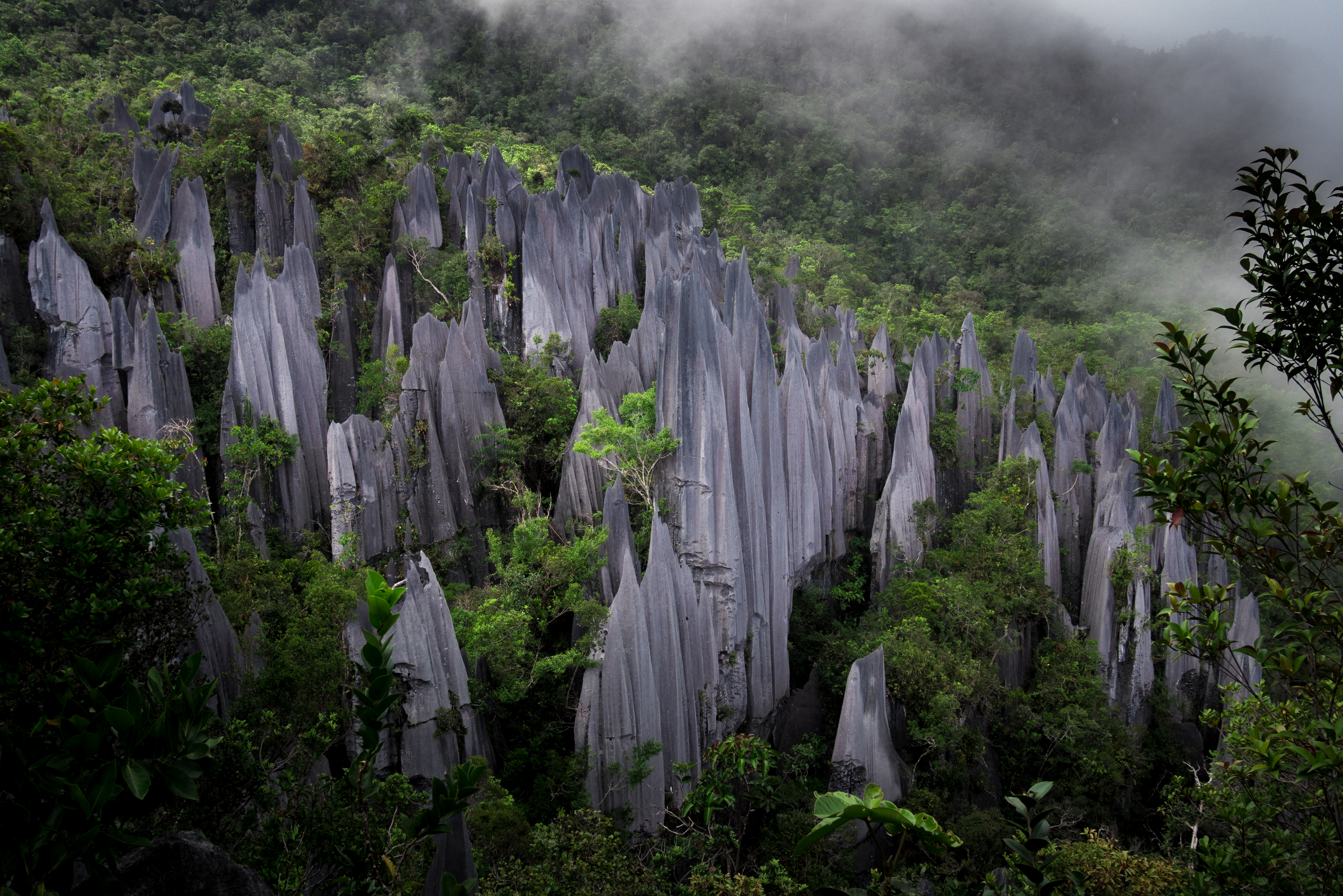
グヌン・ムル国立公園

マレーシアの世界遺産 （マレーシアのせかいいさん）はユネスコの世界遺産に登録されているマレーシア国内の文化・自然遺産。

## 文化遺産
- マラッカ海峡の歴史的都市群、マラッカとジョージタウン - （2008年）
- レンゴン渓谷の考古遺産 -

## 自然遺産
- キナバル自然公園 - （2000年）
- グヌン・ムル国立公園 - （2000年）

## 複合遺産
なし